# Garth
Garth var en brittisk dagspresserie om en muskulös äventyrare på resor genom tid och rymd. Serien skapades 1943 av författaren Don Freeman och tecknarna John Allard och Steve Dowling för tidningen The Daily Mirror. Serien har sedermera tecknats av Frank Bellamy och Martin Asbury. Bland de mest produktiva författarna märks Peter O'Donnell och Jim Edgar. Serien lades ner 1997.

## Svensk utgivning
På svenska publicerades serien redan 1946 i tidningen Karl-Alfred, men dess vanligaste hemvist har under alla år varit tidningen Agent X9 och dess sidotitlar. En engångspublikation gjordes med serien av Red Clown 1974.